# Estación de Stockwell
Stockwell es una estación del metro de Londres situada en el barrio de Stockwell, municipio de Lambeth, en Londres, Reino Unido.
Inaugurada en 1890, tiene servicios de la Northern Line y de la Victoria Line.

## Muerte de Jean Charles de Menezes
El 22 de julio de 2005, Jean Charles de Menezes, un electricista brasileño que vivía en Londres, fue asesinado a tiros por agentes de policía vestidos de civil en un vagón de metro en la estación de Stockwell. Este incidente se produjo un día después de los fallidos atentados con bombas del 21 de julio de 2005 en trenes subterráneos y un autobús en Londres. Posteriormente se supo que se trató de un caso de error de identidad por parte de la policía y que Menezes no tuvo nada que ver con los ataques. Inmediatamente después del tiroteo, la gente creó un pequeño santuario a De Menezes fuera de la estación. Esto evolucionó hasta convertirse en un mosaico conmemorativo permanente que se inauguró el 7 de enero de 2010 en la estación. Fue realizado por la artista local Mary Edwards, con la ayuda de la prima de Menezes, Vivian Figueiredo, así como de Chrysoula Vardaxi.